# POLARIS★ポラリス
POLARIS★ポラリス（ポラリス）とは、ベトナム・ハノイを拠点に活動している4人組のアイドルユニットである。
所属は株式会社スリーダブリュー。ベトナムハノイ初のアイドルとして活動している。

## メンバー
- 四季
- れい
- リン
- ひかり

## 概要

### 特徴
ベトナム ハノイ初のアイドルグループとして2016年に結成。メンバーは全員ベトナム出身である。2021年8月現在のメンバーは「四季、れい、リン、ひかり」の4人。２名の研究生がいる。
「ポラリス」の目標は、No,1になることではなく、みんなに笑顔、喜び、そして元気を届けることであり、アイドル文化のないベトナムにおいて活の幅を広げている。

### 活動
ベトナム ハノイを中心に日本各地や海外でライブ活動を行っている。
アイドルイベントだけでなく、日本での活動や数々の賞を受賞し、高い評価を得ている。
日本国内では、定額制ライブ行き放題サービス sonar-u(ソナーユー)のアーティストとしても活動しており、2019年7月に初の日本国内ライブを開催した。
2019年9月、テレビ朝日系列『musicる TV』に大会時の特集を2度放送される。
2019年10月、木更津ヤンキーアイドル「C-Style」の「餡掛肉御飯」ミュージックビデオにゲスト出演。
メディアにも多数出演しており、2019年12月9日放送の『YOUは何しに日本へ?』に出演した。

### 音楽性・パフォーマンス
オリジナルソングをすべて日本語で歌っている。
1stシングル「綿のように疲れる日々」はリーダー四季が歌詞を作成。本人曰く、所々日本語がおかしなところがあるが、ベトナムらしさということでうまくまとめている。
2ndシングル「強くなれる！」では初のミュージックビデオを制作した。
2019年11月、ハノイで開催されたHanoi Ekiden2019のテーマソング3rdシングル「コネクトコネクト」をリリース。

## 略歴
2016年
- 2016.5  リーダー「四季」がアイドル活動をするため「リン」「れい」を引き連れメンバー3人で「POLARIS」を結成。ベトナムハノイ初のアイドルユニットが誕生する。
- 2016.7  結成後初めてハノイで行われたイベントに出演

2017年
- 2017.1  茨城県水戸ご当地アイドルとのコラボ出演
- 2017.6  新メンバー「ひかり」が加入
- 2017.7  日本初来日。日本で開催された「愛踊祭2017・関東Cエリア代表決定戦」に出演
- 2017.8  ホーチミン市　OTAKUWAVEにゲスト出演
- 2017.10 メンバーの「リン」が日本留学のため1年間メンバーを離れる
- 2017.12 新メンバー「ちじゅ」が加入

2018年
- 2018.4  初のファーストシングル『綿のように疲れる日々』をリリース
- 2018.10 新メンバー「りょう」が加入。「リン」が復活し、6名で活動を開始する
- 2018.10 ハノイ日本祭り2018のゲスト出演
- 2018.11 CoolJapan Festival2018ゲスト出演
- 2018.11 ハノイで行われたJBAV駅伝2018のゲスト出演
- 2018.11 ハノイカメリアラウンジにてイベント出演

2019年
- 2019.4  株式会社スリーダブリュー(3W Entertainment inc.)と専属契約を結ぶ
- 2019.6  セカンドシングル「強くなれる！」をリリース　初のオリジナルMVを制作
- 2019.6　オリジナルTシャツ完成
- 2019.7  リーダー「四季」が単独で福岡県訪問。アジアンビートの取材を受ける。[6]
- 2019.7  来日。日本で開催された「愛踊祭2019 関東・甲信越Cエリア」で審査員特別賞を受賞
- 2019.7　日本で初のライブを開催
- 2019.8  LINEスタンプ販売開始
- 2019.10 木更津ヤンキーアイドル C-Style[4] ”餡掛肉御飯[5]"ミュージックビデオに出演
- 2019.10 ハノイ祭り2019スペシャルゲストとして出演
- 2019.11 Quest Career2019[7]において、ANA賞、グランプリを同時に受賞
- 2019.11 ハノイにてC-Style[4]と初の単独ライブを開催
- 2019.11 ハノイで行われたJBAV駅伝2019のイメージソングを担当「コネクトコネクト」リリース同時に、駅伝公式サポーターとなる
- 2019.11 ANA協賛オリジナルTシャツの制作
- 2019.11 SAKUKO JapanFestaに2日連続で出演
- 2019.11 福岡県が主催する「アジアンビート2019[8]」に出演
- 2019.11 TOMATO Hanoiにて1日店員
- 2019.12 Kinden Vietnam Year End Party出演

2020年
- 2020.1 MotherBrainイベント出演
- 2020.1 JVCSJイベント出演
- 2020.1  Midoriイベント出演

2022年
- 2022.5 KANKO IZAKAYA ミュージックショー出演
- 2022.7 　POLARIS Drime MV撮影
- 2022.8 　Hanoi Campusに出演
- 2022.9    Japan Wave festivalに出演
- 2022.9 　Mikazuki Festival in Danangに出演
- 2022.11   JCCI2022　オフィシャルパフォーマー
- 2022.11   Appear on The DELIVERY magazine 雑誌表紙を飾る
- 2022.11   Idol concept cafe in hanoiスタート

2023年
- 2023.3   オモスタTV生出演決定
- 2023.4　 メンバーHIKARI（ひかり）、個人TikTokスタート
- 2023.5　5+2周年POLARIS☆ポラリス生誕祭　ハノイにて単独ライブ実施
- 2023.6 　ベトナムフェスティバル2023　東京代々木公園／大阪城公園に出
- 2023.6　日本で初のワンマンライブを開催！（四谷 Honey Burst

## 出演

### テレビ
- YOUは何しに日本へ？2019年12月9日、テレビ東京）

### ウェブテレビ
- 矢口真里の火曜TheNIGHT（2020年5月6日、ABEMA）リモートゲスト